# Зеленов, Владимир Алексеевич
Влади́мир Алексе́евич Зелено́в (24 апреля 1932, пос. Кельбес, Яйский район, Западно-Сибирский край, РСФСР — 3 апреля 2017, Красноярск, Российская Федерация) — советский и российский живописец, график и скульптор, заслуженный художник РСФСР (1984).

## Биография
12-летним подростком уезхал учиться в Красноярскую школу искусств им. В. И. Сурикова. За один год проходит полную четырёхлетнюю программу обучения. В 1953 г. окончил Ленинградское художественное училище им. В. А. Серова, в 1959 г. — Ленинградский художественный институт им. И. Е. Репина (мастерская народного художника СССР В. В. Лишева).
Творческую деятельность начал с 1959 г.
С 1964 г. — член Союза художников России.
В 1980—1986 гг. — преподаватель, профессор, заведующий кафедрой декоративно-прикладного искусства Красноярского института искусств.
Главная тема творчества — первопроходцы Сибири. Известные скульптурные работы: «Плотогон», «Трудная трасса» и «Северная красавица» в граните. Автор скульптурной группы «В. И. Ленин и Н. К. Крупская в Шушенском», памятника Герою Советского Союза Н. С. Чапаеву в Канске. В музее-усадьбе В. П. Астафьева в Овсянке установлена бронзовая композиция «Астафьевы в Овсянке».
Произведения хранятся во многих музеях России и зарубежных частных коллекциях — в США, Австрии, Австралии и Японии.

## Награды и звания
Заслуженный художник РСФСР (1984).

## Семья
Женат, воспитал двух дочерей и сына.